# To Aru Majutsu no Index
To Aru Majutsu no Index (яп. とある魔術の禁書目録 То ару мадзюцу но Индэккусу, букв. «Некий магический индекс») — серия лайт-новел японского писателя Кадзумы Камати, публикующихся с 2004 года. На конец 2008 года их общий тираж составил 4,4 млн. экземпляров. По тому же сюжету были выпущены манга и радиопостановка, а с октября 2008 по март 2009 года на нескольких японских телеканалах прошла трансляция аниме-сериала. В 2010—2011 годах в качестве его продолжения вышел второй сезон.
В 2009 году вышел аниме-сериал To Aru Kagaku no Railgun (яп. とある科学の超電磁砲 То ару кагаку но рэ:руган), снятый по манге, являющейся ответвлением сюжета основного произведения, и где бо́льшая часть сюжета разворачивается вокруг персонажа Микото Мисаки.
В 2019 году вышел аниме-сериал To aru Kagaku no Accelerator (яп. とある科学の一方通行 То ару кагаку но Акусэрарэ:та), снятый по манге, также являющейся ответвлением сюжета основного произведения, и где бо́льшая часть сюжета разворачивается уже вокруг персонажей Акселератора и Последнего Заказа.
Название произведения в его иероглифическом написании можно перевести, как «Некий список запрещённых магических книг». Однако сочетанию яп. 禁書目録 (кинсё мокуроку, «список запрещённых книг») посредством фуриганы было придано чтение «индекс», что является отсылкой к известному индексу запрещённых книг, существовавшему в Католической Церкви вплоть до середины XX века, а также именем главной героини. Аналогичный приём (переозвучивание японских слов словами из европейских языков) активно используется в самой лайт-новелле, а также в названии ряда серий аниме.

## Сюжет
Внешне место действия сериала похоже на современную Японию, однако есть и некоторые отличия. Так, например, главный герой живёт в «ученическом городке», где 80% жителей составляют учащиеся (при общей численности населения в 2,3 млн человек). Экстрасенсорные способности признаны наукой и представляют собой достаточно обычное явление, по степени обладания ими люди делятся на несколько категорий: от Уровня 0 (невозможность применения своей способности) до Уровня 5 (наивысшие способности). Магия же, напротив, официально не признаётся.
Камидзё Тома является учеником старшей школы. У него не имеется экстрасенсорных способностей, и он не верит в магию и подобную чепуху, однако его правая рука имеет необычную особенность: она нейтрализует всё экстрасенсорное, магическое и т. п., к чему прикасается. Однажды, проснувшись утром, Тома обнаруживает висящую на перилах его балкона девушку в одежде, напоминающей одеяния монахинь. Голодная незнакомка сперва назвала своё имя, Индекс (яп. インデックス, индэккусу), затем поведала ему о своей сверхъестественной памяти, хранящей в себе порядка 103 тысяч запрещённых церковью магических книг и писаний, также уведомила, что за ней и её бесценной памятью охотятся маги разнородных конфессий. Тома, в свойственной ему манере, поначалу не поверил её рассказу, но, как вскоре выяснилось, сказанное было не так уж и далеко от истины…

## Персонажи

Герои произведения на рекламном плакате первого сезона аниме-сериала

Тома Камидзё (яп. 上条当麻 Камидзё То:ма)
Сэйю — Ацуси Абэ
Главный протагонист сериала. Родители — Тоя и Сиина Камидзё. Ученик старшей школы, первый год обучения. Его способность, называющаяся «Разрушитель воображения» (яп. 幻想殺し(イマジンブレイカー) Гэнсо: Гороси (Имадзин Бурэйка:), кандзи подписано «Убийца Иллюзий», фуриганой — «Разрушитель Воображения»), сила, которая сводит на нет любую магию, психического или божественного происхождения, в том числе и удачу Томы. Так как эта способность не может быть обнаружена через тесты эсперов, ему был дан самый низкий психический уровень — 0. Несмотря на свою невезучесть, парень очень добрый. Спасая Индекс от печати, был вскользь задет остатками заклятья и потерял большую часть личной памяти.
Индекс Либрорум Прохибиторум (яп. インデックス Индэккусу Риброрум Прохибиторуму)
Сэйю — Юка Игути
Индекс — монашка из Англиканской церкви, проникла в Академия-Сити, пытаясь, как ей казалось, спастись от преследования Стэйла и Каори. На её теле, во рту, стояла печать, поставленная Магической Организацией для того, чтобы держать её под контролем: если не стирать ей память каждый год, то она умрёт. Для Стэйла и Каори это было обосновано наличием в её голове 103 тысячи гримуаров, однако Тома раскрыл секрет и снял печать. С того момента Индекс живёт вместе с Томой. Магическое имя — Дедикатус 545. Её постоянный спутник — кот по кличке Сфинкс.
Микото Мисака (яп. 御坂美琴 Мисака Микото)
Сэйю — Рина Сато
Одна из протагонистов сериала, а также главный герой сериала и манги To Aru Kagaku no Railgun. Одна из семи эсперов Академия-Сити, имеющих 5, самый высокий уровень способностей, и занимает среди них третье место. Ученица второго года средней школы. Её способность заключается в выработке мощнейшего электромагнитного поля, с помощью которого она может, например, разгонять металлические предметы до огромных скоростей, за что и получила своё прозвище — Рэйлган (из-за сходства её способности с принципом действия Railgun/Рельсотрона). Постоянно пытается вызвать Тому на дуэль, но неизменно проигрывает. Тома потерял память, поэтому некоторые его поступки кажутся ей странными. Окружающим кажется непредсказуемой и опасной, но на самом деле, очень ответственная, добрая и умная. Хотя и не состоит в Правосудии, часто помогает Куроко. Фанатеет от Гэккоты — игрушечного лягушонка, довольно распространённого сувенира и вообще, милых детских вещичек (чего ужасно смущается). Ведёт подвижный образ жизни и носит под форменной юбкой шорты (к вящей досаде Куроко).
Против своей воли принимала участие в эксперименте по повышению способностей эсперов до 6 уровня: её ДНК использовали для создания 20 тыс. клонов, обладающих частью её способностей, для того, чтобы, убивая их, Акселератор, признанный единственным, кто был способен подняться до 6 уровня, развивал свои способности дальше.
После того, как при содействии Томы — а также по причине разрушения спутника с суперкомпьютером «Древо Диаграмм», — эксперимент был прерван, Мисака влюбилась в Тому.
Стэйл Магнус (яп. ステイル＝マグヌス Сутэйру Магунусу)
Сэйю — Кисё Танияма
Огненный маг, итальянского происхождения, для защиты Индекс он вторгся на территорию Академия-Сити. До встречи Индекс с Камидзё он был спутником монашки вместе с Каори Кандзаки. Магическое имя Фортис 931. Переживает из-за того, что Индекс его забыла.
Каори Кандзаки (яп. 神裂火織 Кандзаки Каори)
Сэйю — Сидзука Ито
Восемнадцатилетняя чародейка из Несессариуса японского происхождения, святая из секты Амакуса. В отличие от своего партнера Стэйла, она использует магию для укрепления тела. Магическое имя Сальваре 000. В качестве оружия Каори использует двухметровый тати «Семь небес, семь мечей».
Айса Химэгами (яп. 姫神秋沙 Химэгами Айса)
Сэйю — Мамико Ното
Одевается как японская жрица. Является носителем особого типа крови, искусственно созданного чтобы служить оружием против Древних. Эти создания (вампиры), существование которых не подтверждено, тянутся к носителю этой крови (как к наркотику), после глотка которой погибают сами и все другие древние поблизости на определённом расстоянии. Механизм действия неизвестен. Лучшая подруга Индекс.
Мисака-сестра (яп. 御坂妹 Мисака-имо:то).
Сэйю — Нодзоми Сасаки
Является одним из 20000 клонов Мисаки Микото, созданных в рамках эксперимента по созданию эспера 6-го уровня. На момент действия событий сериала в живых оставалось чуть менее 10 тысяч сестёр. Все сёстры связаны между собой телепатически, поэтому у них общая память и опыт (по всей видимости, так получилось из-за электромагнитного поля — ослабленной версии способностей Мисаки-оригинала). В отличие от Рэйлгана, не могут вызывать мощные электромагнитные поля, но вполне способны манипулировать небольшими электроразрядами. Всегда говорят о себе в третьем лице, добавляя перед фразой общее имя (например: «Сказала Мисака»).
Last Order (яп. 打ち止め Утидомэ, досл. «конец»)
Сэйю — Рина Хидака
20001 сестра, внешне похожа на десятилетнюю Мисаку. Является особым заказом. Она — «сервер-хранитель» общей памяти всех клонов. Уничтожив её, фактически можно уничтожить разом всех клонов. Благодаря своей специфичности, гораздо более «живая» и жизнерадостная, чем старшие прототипы. Тоже говорит о себе в третьем лице, добавляя в конце фразы «Мисака-Мисака». Посредством сестёр пыталась наладить диалог с Акселератором, а когда, после закрытия эксперимента, ей угрожала опасность, смогла убедить его помочь.
Куроко Сираи (яп. 白井黒子 Сираи Куроко)
Сэйю — Сатоми Араи
Эспер 4-го уровня. Её способность — телепортация. Сотрудница Правосудия (англ. Judgement). Её задача — ловить преступников, нарушающих покой учащихся Академия-Сити. Влюблена в Микото и называет её «сестрицей», думая, что Микото тоже привлекает женский пол. Всяческими способами пытается добиться её внимания, но без успеха. Весьма опытный и амбициозный сотрудник Правосудия. Утверждает, что для достижения 5-го уровня ей не хватает точности позиционирования.
Кадзари Уихару (яп. 初春飾利 Уихару Кадзари)
Сэйю — Аки Тоёсаки
Эспер 1-го уровня. Её способность — сохранять первоначальную температуру любого предмета, к которому прикоснётся. Как и Куроко, состоит в Правосудии. Боевых способностей у неё никаких, зато прекрасный аналитик. Всё время носит на голове таинственный венок из живых цветов (в специальном выпуске Уихару утверждает, что цветы искусственные).
Руйко Сатэн (яп. 佐天涙子 Сатэн Руйко)
Сэйю — Канаэ Ито
Эспер 0-го уровня. Подруга Кадзари, учится с ней в одной школе. Руйко вечно задирает ей юбку, якобы чтобы проверить, не забыла ли Кадзари надеть трусики. После использования «Усилителя» повысила свой уровень (о чём впоследствии пожалела) и, хоть и ненадолго, но пробудила свою способность — управление потоками воздуха.
Акселератор (яп. アクセラレータ Акусэрарэ:та)
Сэйю — Нобухико Окамото
Сильнейший эспер в Академия-Сити, а впоследствии — один из протагонистов сериала. Настоящее имя неизвестно, но в первом сезоне упоминается, что имя состояло из трёх иероглифов, а фамилия — из двух. Выглядит и ведёт себя как законченный садист, но на самом деле, такая же жертва экспериментов, как клоны Мисаки. Окружающие боятся и ненавидят его за эту силу. Примерно такого возраста, как и Тома. Его сила — «Изменение векторов», форма телекинеза, позволяющая ему изменять направление векторов любой вещи, которой он коснётся. Эта возможность позволяет Акселератору совершать такие изменения, как, например, изменение направления потока крови, в организме человека. Его способность автоматическая, это означает, что он должен подсознательно позволять силе тяжести воздействовать на него. Также его тело блокирует ультрафиолетовые лучи, следовательно, его волосы белые и кожа светлая, то есть тело не вырабатывает меланин. Очень привязан к Last Order, но не показывает вида. Позже присоединяется к организации GROUP.
Уникальные способности Акселератора делают его объектом экспериментов по созданию 6 уровня эсперов. Так как в Академия Сити всего семь эсперов 5 уровня, учёные сформировали специальную программу «повышения уровня». Акселератор должен убить 20000 эсперов 3 уровня: клонов Микото Мисаки. Микото пытается остановить эксперимент, спасая своих сестёр. В конце концов Тома наносит поражение Акселератору, воспользовавшись своей силой «Убийца Иллюзий».
Был привезён в Академия Сити в раннем возрасте, когда его сила впервые проявилась, но из-за отсутствия понимания его способностей, люди боялись Акселератора и в некоторых случаях пытались убить. Из-за многочисленных покушений на его жизнь и множества экспериментов Акселератор стал замкнутым и эгоистичным. Он перестал понимать людей, за исключением Кикё Ёсикавы — единственной из учёных, которая заботилась о нём и спасла жизнь.
Позже Акселератор берёт на себя более героическую роль, защищая маленькую девочку «Last Order» — 20001 клон Мисаки. В первый раз спасая, как он называет её, «малявку», ему выстреливает в голову человек по имени Ао Амай, задевая мозг. Из-за этого ранения он потерял свои вычислительные способности и способность изменять векторы предметов. Но с помощью сети Мисак удалось в какой-то мере восстановить эту способность.
Во втором сезоне Акселератор возвращается, но теперь он может использовать лишь половину своей силы, сражаясь всего 15 минут. Однако во время событий, связанных с похищением Last Order, Акселератор «пробудился», приобрёл «Чёрные крылья» и возможность отдавать команды на Ангельском наречии, благодаря которым он с лёгкостью победил Кихару Амату.
Аваки Мусудзимэ (яп. 结标淡希 Мусудзимэ Аваки)
Сэйю — Харуми Сакураи
Второкурсница Академии для девушек Киригаока, эспер 4-го уровня. Её способность — телепортация Перемещение Цели (яп. 座标移动 Дзахё: Идо:), однако она охватывает больше возможностей, чем способность Куроко. Аваки способна телепортировать тела весом до 4500 кг, даже не прикасаясь к ним, на расстояние до 800 метров. Однако из-за того, что однажды она ошиблась, телепортировав ногу внутрь стены, и почти погибла, у Аваки появился страх перед использованием телепортации на себе. Этот страх не позволяет ей стать эспером 5-го уровня. Аваки исполнила эпизодическую роль в эпизоде «Сущность неизвестна — остановка счётчика» в первом сезоне аниме, но как полноценная героиня появилась в восьмом томе романа и эпизоде «Обломок» во втором сезоне аниме, где она крадёт обломок разрушенного Древа Диаграмм и становится противником Куроко и Микото. Во время битвы с Акселератором обломок был уничтожен. Аваки является одним из проводников в здание, в котором размещён Алистер Кроули. Проживает с Комоэ Цукуёми. Позже она присоединилась к организации GROUP.

## Медиа

### Лайт-новеллы
A Certain Magical Index это серия лайт-новелл, написанных Кадзумой Камати, с иллюстрациями Киётаки Хаймуры. ASCII Media Works опубликовали 25 томов в период с 10 апреля 2004 года по 10 августа 2011; 22 тома составляют основную историю, а остальные три являются сборниками коротких рассказов. Yen Press лицензировали серию на территории Северной Америке и начала выпускать в ноябре 2014 года. Продолжение серии лайт-новелл под названием New Testament: A Certain Magical Index (яп. 新る とるるののの) выпускалось с 10 марта 2011 года по 10 июля 2019 года с 23-мя томами. Третья серия лайт-новелл, Genesis Testament: A Certain Magical Index (кор. 創約 とるるののの), начала публиковаться 7 февраля 2020 года.

### Манга
Лайт-новеллы были адаптированы в две серии манги. Одна из них, основанная на романах, иллюстрирована Чуя Когино и начала выпускаться в мае 2007 года в ежемесячном журнале Shōnen Gangan. Первый том танкобона был выпущен 10 ноября 2007 года, а по состоянию на 22 февраля 2014 года было опубликовано 13 томов. Yen Press лицензировали серию в Северной Америке. Манга также издается в Италии издательством Star Comics и в Германии издательством Carlsen Comics. Манга-адаптация фильма Toaru Majutsu no Index: Endymion no Kiseki, иллюстрированная Рёскэ Асакура, начала публиковаться в мартовском номере ежемесячника Shōnen Gangan за 2013 год.

### Аниме-сериал
24-эпизодная аниме-адаптация A Certain Magical Index была спродюсирована J.C. Staff и режиссером Хироси Нисикиори и транслировалась в Японии с 4 октября 2008 года по 19 марта 2009 года. Аниме было собрано в восемь наборов DVD и Blu-ray дисков, которые были выпущены с 23 января по 21 августа 2009 года. Funimation лицензировал аниме на территории Северной Америки. Второй сезонA Certain Magical Index II транслировался в Японии с 8 октября 2010 года по 1 апреля 2011 года[18], а также транслировался на канале Nico Nico Douga.
23 февраля 2013 года был выпущен полнометражный фильм A Certain Magical Index: The Movie — The Miracle of Endymion.
Третий сезон состоящий из 26-серий транслировался с 5 октября 2018 года по 5 апреля 2019 года. Funimation лицензировала третий сезон сериала для Северной Америки, Великобритании, Ирландии, Южной Африки, Австралии и Новой Зеландии; Crunchyroll лицензировал его для остального мира, за исключением Азии.

### Аниме-фильм
A Certain Magical Index: The Movie — The Miracle of Endymion (яп. 劇場版 とある魔術の禁書目録 エンデュミオンの奇蹟 Gekijōban Toaru Majutsu no Indekkusu: Endyumion no Kiseki) — это японский анимационный фэнтезийный боевик длительностью 90 минут, вышедший 23 февраля 2013 года. Основанный на серии лайт-новел Кадзумы Камачи «To Aru Majutsu no Index». Его съёмки были анонсированы в октябре 2011 года. Сюжетная линия фильма не следует сюжету лайт-новел, однако сценарий написан Кадзумой Камати. Сюжет фильма фокусируется на угрозе некогда мирному Академгороду, которая может привести к его разрушению. Продюсер — Хироси Нисикиори, сценарист — Хироюки Ёсино.
В японском прокате фильм собрал 4,7 миллиона долларов.
| |
| В результате крушения космического самолета «Орион» пострадало 88 пассажиров, все остались живы. Это событие СМИ прозвали «Чудо 88». Три года спустя, когда Академгород приближается к завершению строительства «Эндимиона», космического лифта способного доставлять людей в космос без космического корабля, Тома и Индекс встречаются с певицей по имени Ариса Мейго, которая также является эспером 0 уровня. Проводя время с ними, Ариса узнает, что прошла прослушивание, чтобы стать лицом кампании для «Эндимиона». Ночью, на них внезапно нападают Мария Спирхэд, Мэллибэс Блэкбол и Джейн Элвс, группа колдунов во главе со Стэйлом Магнусом. После того, как Ариса рассеивает пламя Стейла, чтобы спасти Тому, группа механических роботов, известная как «Чёрные Вороны», во главе с Шутаурой Секвенцией прибывает, чтобы сразиться со Стейлом и его союзниками, вынуждая их отступить с помощью Каори Кандзаки, оставив Томе загадочное сообщение, что Ариса может вызвать войну между магией и наукой. Шутаура предупреждает Тому не связываться с Арисой. Но Тома и Индекс предлагают Арисе остаться с ними до её выступления. Тома вынужден остаться на дополнительные занятия, Микото Мисака и её друзья сопровождают Арису на выступление в торговом центре, где их вынуждают участвовать на подтанцовке. Во время выступления Тома становится свидетелем битвы между Шутаурой и таинственным автоматом-мужчиной, который разрушает сцену. Избегая выступления, Тома узнает от Шутауры, что она не может петь и не верит в чудеса. Ночью Ариса объясняет Томе, что у нее нет воспоминаний о последних трех годах. В то время как Тома встречается со своим одноклассником Мотохару Цучимикадо и Каори, которая считает, что Ариса, возможно, является Святой, Стейл и его группа похищают Арису, когда они пытаются сбежать, сталкиваются с Шутаурой и отрядом «Черные Вороны». Когда прибывает Тома, Стейл объясняет, что «Эндимион» на самом деле представляет собой импровизированную Вавилонскую башню, которую в сочетании с силой Святого можно превратить в магическое устройство. Шутаура берет Арису и отступает, приводя её к президенту компании «Orbit Portal Company», Ледили Тэнглроуд. Шутаура узнает, что Ледили убила её отца Дедала Секвенцию, единственного человека, который умер среди «Чуда 88», и Ариса заняла его место, Шутаура наносит удар Ледили, но Ледили остается в живых и два её автомата захватывают Шутауру. Поскольку Ариса вынуждена петь в «Эндимионе», чтобы активировать большой магический круг над Землей, Тома и Индекс отправляются в космос с помощью Каори, а Шутаура также пробирается туда после того, как её спасли её товарищи. Шутаура противостоит Ледили, которая пытается использовать силу Арисы, чтобы разрушить собственное проклятие бессмертия, но последующая битва с её автоматами вызывает трещину на космической станции, которая неизбежно приведет к её разрушению и падению на Землю. Пока Ариса поёт, чтобы защитить граждан на борту, Шутаура пытается остановить её, но встречает Тому. Тем временем Индекс противостоит Ледили, в то время как Микото, Стейл и Акселератор уничтожают несколько болтов, чтобы отсоединить «Эндимион» от земли. Когда Тома использует свой «Разрушитель воображения» на Шутауре, она вспоминает, что Ариса родилась из её желания спасти всех в самолете, даже за счет тех, кто для неё важен. Ариса и Шутаура поют песню, которая в сочетании с работой Индекс разрушает заклинание Ледили, не давая «Эндимиону» упасть на Землю. В результате Ариса и Шутаура сливаются в одно целое. После Тома и Индекс слышат издалека песню Арисы. |

28 августа 2013 года, в комплекте с Blu-Ray диском полнометражного анимационного фильма, вышел дополнительный эпизод об Индекс: A Certain Magical Index-tan the Movie: The Miracle of Endymion... Happened or maybe not (яп. 劇場版とある魔術の禁書目録たん-エンデュミオンの奇蹟-があったりなかったり Gekijōban Toaru Majutsu no Index-tan -Endyumion no Kiseki- ga Attari Nakattari)

### Музыка
Майко Иути из i’ve Sound отвечала за музыку для A Certain Magical Index. Для первого сезона используются четыре музыкальные темы: две начальные темы и две завершающие темы. Первая вступительная тема — «PSI-missing» Мами Кавады, и была использована для первых 16 серий в телевизионной трансляции, но только в первых 14 при выходе на DVD. Вторая начальная тема — «Masterpiece» в исполнении Мами Кавады. Первая завершающая тема — «Rimless (~Fuchinashi no Sekai~)» исполняет певица IKU. Вторая завершающая темя «Chikaigoto (~Sukoshi Dak)» в исполнении IKU.
Первая начальная композиция для A Certain Magical Index II — «No Buts!» в исполнении Мами Кавады. Вторая — «See Visions» также в исполнении Мами Кавады. Первая завершающая композиция — «Magic∞World» в исполнении Маон Куросаки для первых 13 серий. Вторая — «Memories Last» в исполнении Курасаки.
Первая начальная композиция третьего сезона A Certain Magical Index III — «Gravitation» в исполнении Куросаки, а завершающая «Kakumei Zenya» (革命前夜) в исполнении Юка Игути. Вторая вступительная композиция — «Roar», исполняет Куросаки, завершающая — «Owaranai Uta» в исполнении Игути.